# Rietz-Neuendorf
Rietz-Neuendorf é um município da Alemanha, situado no distrito de Oder-Spree, no estado de Brandemburgo. Tem 183,07 km² de área, e sua população em 2019 foi estimada em 4.098 habitantes.